# Darja Jurkiewicz
Darja Alaksandrauna Jurkiewicz (biał. Дар’я Алякса́ндраўна Юркевіч; ur. 6 marca 1988 w Mińsku) – białoruska biathlonistka. W zawodach Pucharu Świata zadebiutowała w sezonie 2009/2010 w Rasen-Antholz. Zajęła tam 62. miejsce w biegu indywidualnym. Pierwsze pucharowe punkty zdobyła ponad pięć lat później, 5 grudnia 2015 roku, zajmując 19. miejsce w sprincie w Östersund. Na podium zawodów tego cyklu po raz pierwszy stanęła 30 listopada 2016 roku w Östersund, gdzie zajęła trzecie miejsce w biegu indywidualnym. W zawodach tych wyprzedziły ją jedynie Niemka Laura Dahlmeier oraz Anaïs Bescond z Francji. W marcu 2016 roku wystartowała na mistrzostwach świata w Oslo, gdzie zajęła osiemnaste miejsce w sztafecie oraz 61. miejsce w biegu indywidualnym.

## Osiągnięcia

### Mistrzostwa świata
| Rok  | Miejscowość | Konkurencje | Konkurencje | Konkurencje | Konkurencje | Konkurencje | Konkurencje | Konkurencje |
| Rok  | Miejscowość | IN          | SP          | PU          | MS          | RL          | MR          | SR          |
| ---- | ----------- | ----------- | ----------- | ----------- | ----------- | ----------- | ----------- | ----------- |
| 2016 | Oslo        | 61.         | –           | –           | –           | 18.         | –           | –           |
| 2017 | Hochfilzen  | 35.         | –           | –           | –           | –           | –           | –           |

### Puchar Świata

#### Miejsca w klasyfikacji generalnej
| Sezon     | Miejsce |
| --------- | ------- |
| 2015/2016 | 51.     |
| 2016/2017 | 64.     |

#### Miejsca na podium indywidualnie
| Lp. | Dzień      | Rok  | Miejscowość | Konkurencja                | Lokata | Pudła   | Czas biegu  | Strata      | Zwycięzca       |
| --- | ---------- | ---- | ----------- | -------------------------- | ------ | ------- | ----------- | ----------- | --------------- |
| 1.  | 16 grudnia | 2016 | Östersund   | Bieg indywidualny na 15 km | 3.     | 0+0+0+0 | 46:14,0 min | +1:17,1 min | Laura Dahlmeier |